# Schlankhimmelsgucker
Die Schlankhimmelsgucker (Leptoscopidae) sind eine Familie der Barschverwandten (Percomorphaceae). Die Fische leben im Meer um Südaustralien und Neuseeland und wandern zeitweise auch in Brackwasserlagunen und Flussmündungen. Die neuseeländische Art Leptoscopus macropygus geht auch in die Unterläufe der Flüsse.

## Merkmale
Die Leptoscopidae haben einen langgestreckten, beschuppten Körper mit einer langen Rücken- und Afterflosse. Die beiden Bauchflossen stehen weit auseinander. Das Maul ist leicht oberständig, die Lippen haben Fransen. Die Augen sind nach oben gerichtet. Das Seitenlinienorgan liegt mittig auf den Flanken. Die teilweise ähnliche Merkmale aufweisenden Himmelsgucker (Uranoscopidae) sind mit den Schlankhimmelsguckern nicht näher verwandt.
Die Fische werden, je nach Art, 11 bis 17 Zentimeter lang.

## Systematik
Das Taxon wurde 1862 durch den US-amerikanischen Ichthyologen Theodore Nicholas Gill als Unterfamilie der Himmelsgucker (Uranoscopidae) erstmals beschrieben. Nach Odani & Imamura sind die Schlankhimmelsgucker die Schwestergruppe der Sandhöhlenfische (Creediidae), mit denen sie insgesamt 43 Autapomorphien teilen. Schwestergruppe der von beiden Familien gebildeten Klade sind die Hemerocoetidae. Die nahe Verwandtschaft der drei Gruppen wird durch 17 Autapomorphien gestützt. Ricardo Betancur und Kollegen ordneten die Familie deshalb in ihre neu eingeführte Familie Pempheriformes (jetzt Acropomatiformes) ein, ohne sie selber untersucht zu haben. Im Sommer 2021 konnte ein Team von Ichthyologen und Molekularbiologen anhand genetischer und morphologischer Daten nachweisen, dass die Leptoscopidae die Schwestergruppe von Cheimarrichthys fosteri sind, einer äußerlich den Schmerlen ähnelnden Fischart aus neuseeländischen Süßgewässern. Sie ordneten die Schlankhimmelsgucker damit in die Gruppe der Himmelsguckerartigen ein.

## Gattungen und Arten
- Gattung Crapatalus Günther, 1861

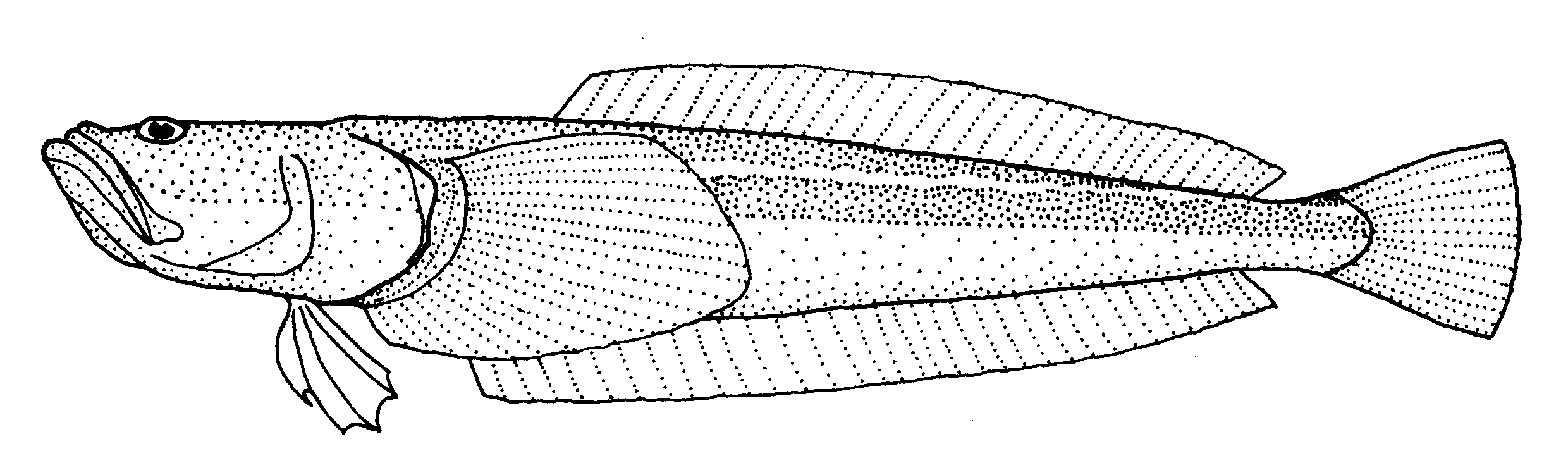
Leptoscopus macropygus

  - Crapatalus angusticeps  (Hutton, 1874)
  - Crapatalus munroi  Last & Edgar, 1987
  - Crapatalus novaezelandiae  Günther, 1861
- Gattung Leptoscopus Gill, 1859
  - Leptoscopus macropygus  (Richardson, 1846)
- Gattung Lesueurina  Fowler, 1908
  - Lesueurina platycephala  Fowler, 1908